# Fynshav
Fynshav (dt. Fünenshaff) ist eine Hafenstadt an der Ostküste der dänischen Insel Als (dt.: Alsen).
Die Stadt gehört zur Kirchspielsgemeinde (dän.: Sogn) Notmark Sogn in der Sønderborg Kommune in der Region Syddanmark. Bis zur dänischen Verwaltungsreform von 1970 gehörte die Stadt zum Aabenraa-Sønderborg Amt, danach zur Augustenborg Kommune im damaligen Sønderjyllands Amt, bis diese mit der dänischen Verwaltungsreform von 2007 in der Sønderborg Kommune aufging.
Fynshav hat 789 Einwohner (Stand: 1. Januar 2025) und verfügt über einen Yacht-, Fähr- und Fischereihafen. Mehrmals täglich verkehren Fähren von und nach Søby auf der Insel Ærø und Bøjden auf der Insel Fyn (dt.: Fünen). Seit September 2019 verkehrt die vollelektrische Fähre Ellen nach Søby.